# 584 Dywizja Grenadierów Ludowych
584 Dywizja Grenadierów Ludowych Dennewitz (niem. 584. Volks-Grenadier-Division "Dennewitz", oznaczana też jako Schatten-Division Dennewitz, Dywizja Piechoty Dennewitz) – jedna z niemieckich dywizji grenadierów ludowych. 
Tworzenie dywizji rozpoczęto z początkiem września 1944 w Esbjerg w Danii. W październiku tego roku została wchłonięta przez 9 Dywizję Grenadierów Ludowych, która zastąpiła rozbitą w Rumunii 9 Dywizję Piechoty.